# Johannes Döparens kyrka
Johannes Döparens kyrka (armeniska: Սուրբ Հովհաննես Մկրտիչ Եկեղեցի, Surb Hovhannes Mkrtitj Jekeghetsi) är en kyrka i stadsdelen Kond i distriktet Kentron i Jerevan.
Kyrkan byggdes på Kondhöjden i norra delen av Kond 1710 på samma plats som en tidigare kyrka från 1400-talet, som skadats vid jordbävningen i Armenien 1679. Den återuppbyggdes av en armenisk styresman ("melik") i Khanatet Jerevan, Melik Aghamal, för att bli hans familjs privata kapell. I likhet med andra medeltida kyrkor i Armenien var denna en trenavs basilika.
På 1970-talet föreslog arkitekten Rafajel Israjeljan (1908–1973) den armeniske katholikos Vazgen I att kyrkan skulle byggas om. Han dog 1973, men senare återupptogs ombyggnadsförslaget av sonen Areg Israjeljan (1939–2001) och ritningarna slutfördes av arkitekten Baghdasar Arzumanjan (1916–2001). Den genomgripande ombyggnaden påbörjades i slutet av 1980-talet. Domen och kyrkväggarna kläddes med tuff och ett klocktorn tillbyggdes. Interiört byggdes en körläktare. Dessutom belades golvet med marmor och väggarna vid altaret dekorerades. 
Omkring år 2000 byggdes bredvid kyrkan Utbildnings- och kulturcentret Hovhannes Kozern, där kurser i utländska språk och datorkunskap anordnas och en ikonkonstskola håller till.

## Bildgalleri

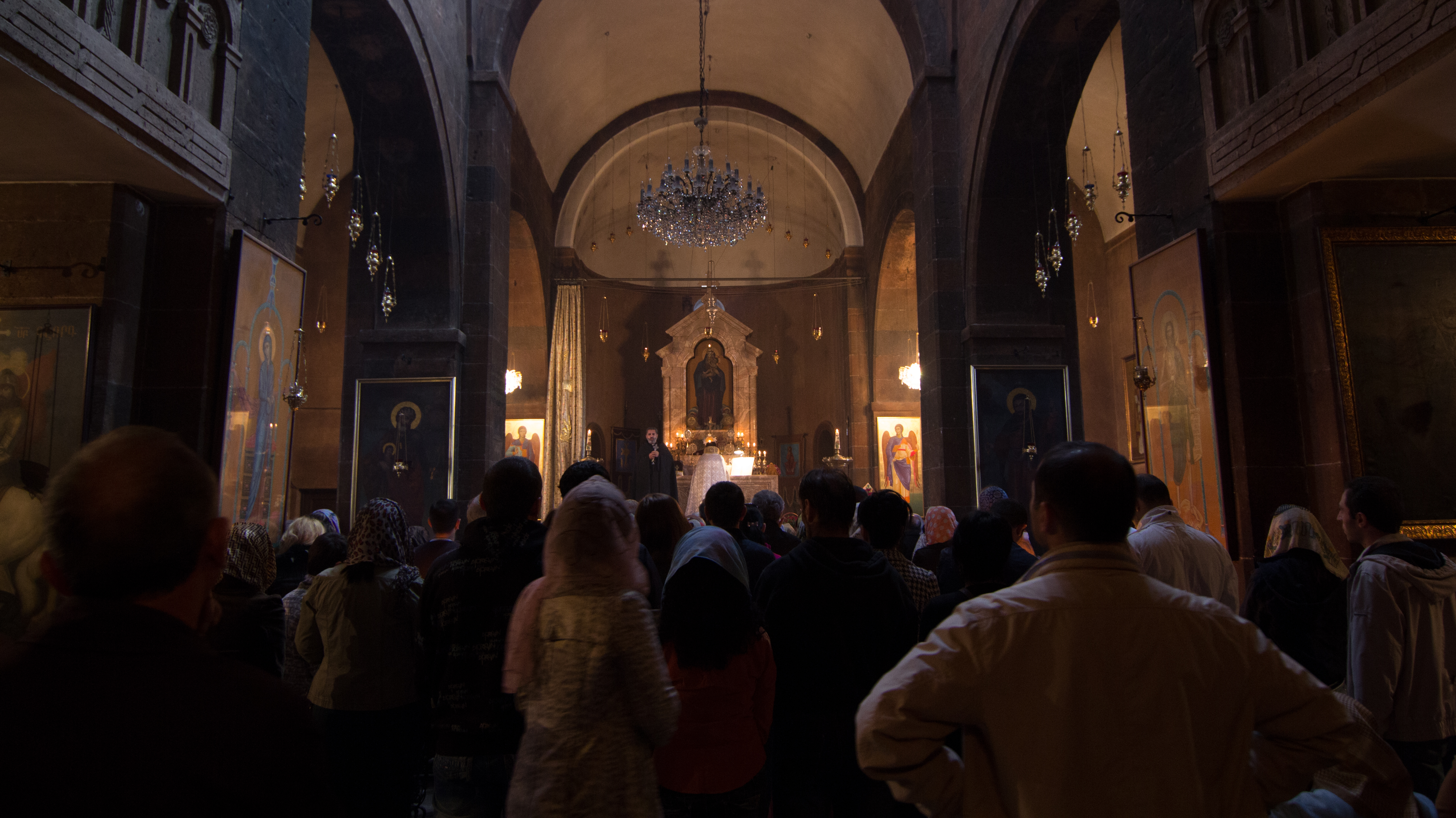
Interiör under söndagsmässa
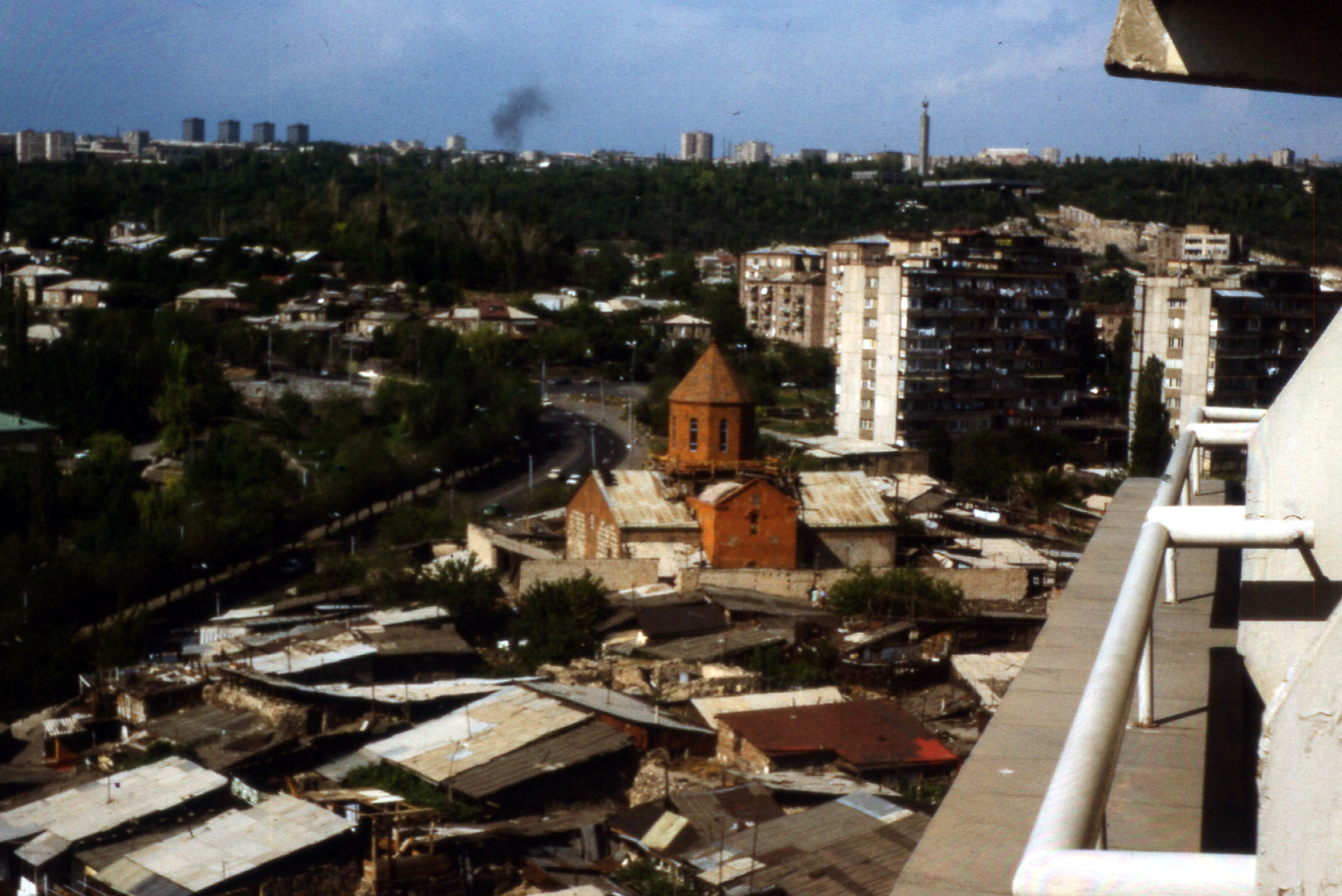
Johannes Döparens kyrka före restaureringen, vy från Hotel Dvin 1989
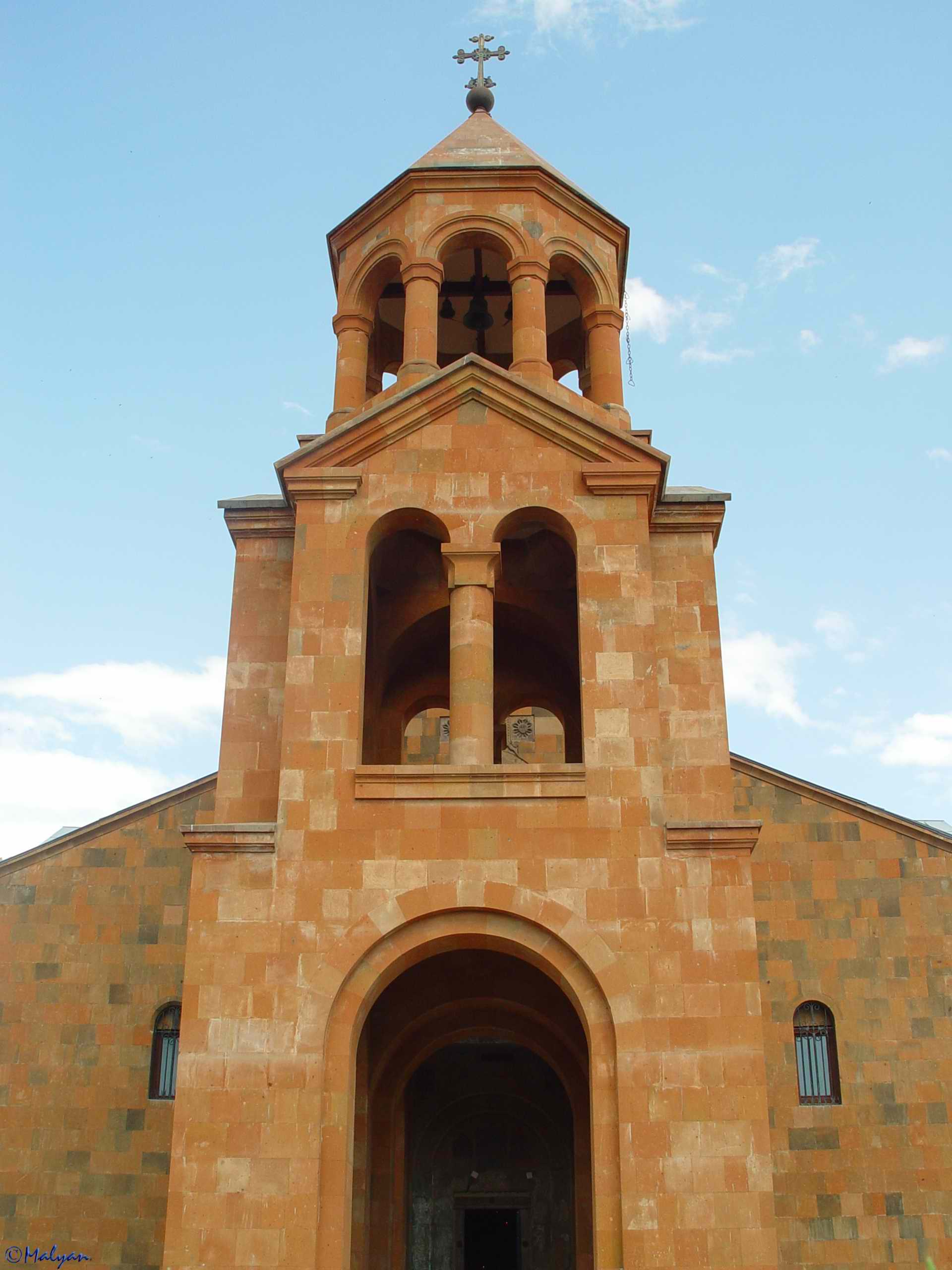
Klocktornet
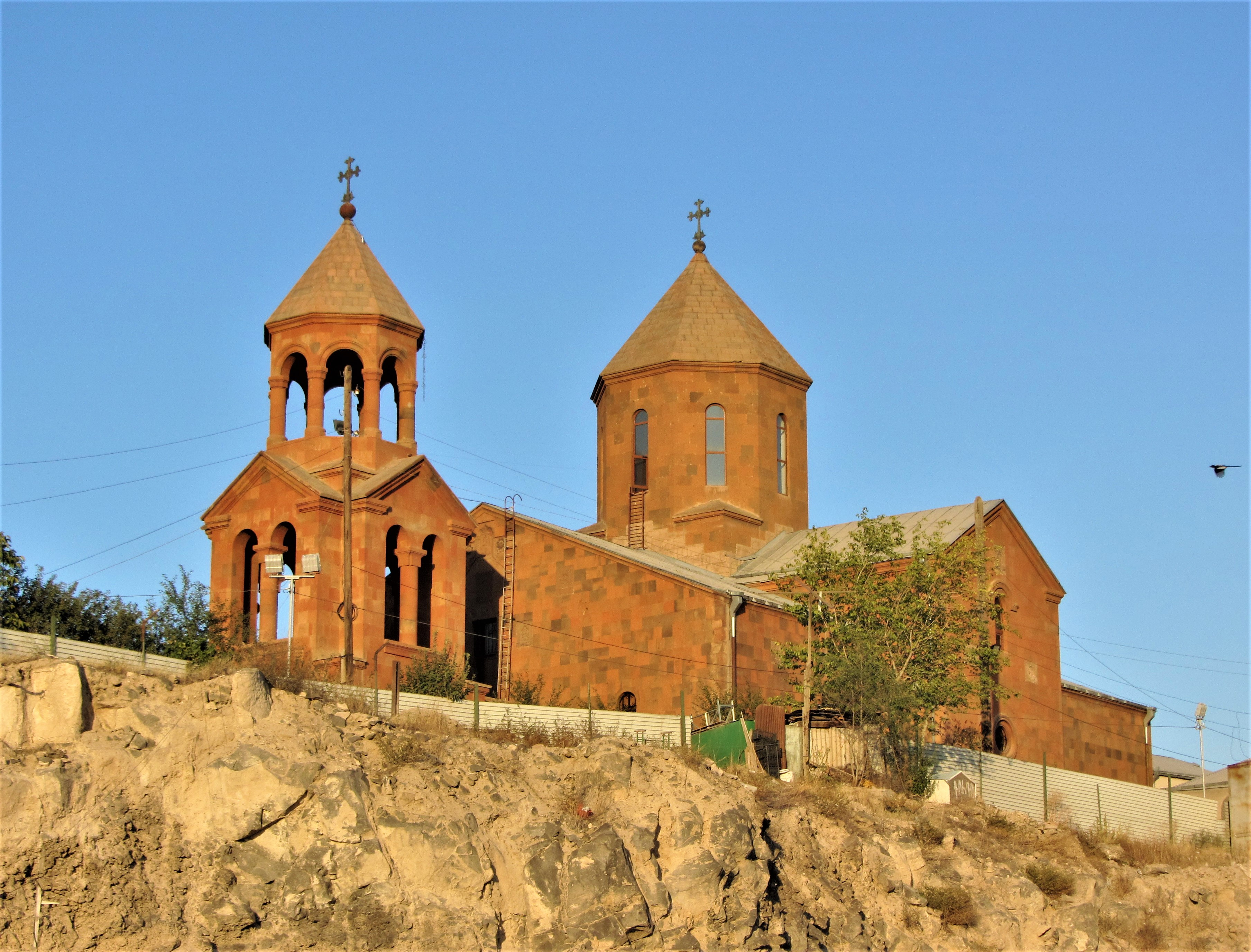
Johannes Döparens kyrka